# Philippe Housiaux
 (août 2013).
Si vous disposez d'ouvrages ou d'articles de référence ou si vous connaissez des sites web de qualité traitant du thème abordé ici, merci de compléter l'article en donnant les références utiles à sa vérifiabilité et en les liant à la section « Notes et références ».
Philippe Housiaux, né le 10 décembre 1947 à Ixelles, est une personnalité du monde sportif belge.

## Biographie
Philippe Housiaux est recordman de Belgique en athlétisme en 100m (10.4), 200m (21.1) et saut en longueur (7.75), il a participé aux Jeux olympiques de Mexico en 1968; 5e des Championnats en salle en 1971 (7.70), il a été sélectionné plus de 25 fois en équipe nationale.
Philippe Housiaux est docteur en droit et diplômé en marketing, préside l'agence de communication Dialogic, agence qu'il a créé en 1986; il a aussi co-présidé la Ligue Royale Belge d'Athlétisme et la Ligue belge Francophone d'Athlétisme; depuis 2003 il préside le Panathlon Wallonie-Bruxelles dont la mission est de promouvoir les Valeurs du Sport. Parmi ses autres mandats ou activités citons son rôle de commentateur pour la RTBF (de 73 à 84), ses mandats d'administrateurs des Special Olympics Summer Games 2014, du Comité International du Fair Play et de porte-parole du "European Football Supporters Award".
Il est aussi auteur de divers livres tels que Communes et Sport, Ambitions communes, Sport, enjeu ou hors jeu et 25 ans d'athlétisme.